# إليزابيث بنجامين
إليزابيث بنجامين (بالإنجليزية: Elizabeth Benjamin)‏ هي صحفية أمريكية، ولدت في 1972.